# Dillion Harper
Dillion Harper (Auburndale, Florida; 27 de septiembre de 1991) es una actriz pornográfica estadounidense.

## Biografía
Debuta en la industria pornográfica a la edad de veinte años, Dillion comienza en la industria de las películas para adultos en el 2012. Ha rodado para estudios como Bang Bros, Mofos, Evil Angel, Naughty America, Reality Kings y Brazzers y trabajado con actores como Johnny Sins, Alan Stafford, Michael Adams y Devin Brooks. Ha trabajado igualmente como modelo de lencería y tiene su propia marca de ropa interior.
Ha rodado más de 680 películas como actriz.